# Коваль Микола Леонідович
Микола Леонідович Коваль (нар. 2 січня 1952, смт Квасилів, Рівненська область) — український військовий льотчик-ас, полковник запасу Повітряних сил Збройних сил України, учасник афганської війни. Лицар ордена Богдана Хмельницького III ступеня (2012). Почесний громадянин Пенсільванії та Каліфорнії.

## Життєпис
Микола Коваль народився 2 січня 1952 року в смт Квасилові, нині Рівненської громади Рівненського району Рівненської области України.

### Освіта
Навчався в Новоздолбунівській школі № 3. У 1973 році закінчив Чернігівське вище військове училище пілотів (спеціальність — військовий пілот-інженер), 1978 — Військово-повітряну академію ім. Ю. Гагаріна.

### Знайомство з Іваном Кожедубом
Під час проведення державних іспитів та польотів за курсантами-випускниками пильнувала комісія досвідчених військових льотчиків, якою керував видатний український льотчик-винищувач німецько-радянської війни, тричі Герой Радянського Союзу маршал авіації Іван Кожедуб. Саме він виділив Миколу Коваля серед інших і був упевнений, що для нього відмінної оцінки буде замало. У той період з'явивилася світлина з пам'ятним підписом: «Льотчику Ковалю від льотчика Кожедуба. Стань першим серед нас, рівним перед небом», де поряд з випускником Миколою Ковалем — Іван Кожедуб.

## Військова кар'єра
Літав на МіГ-15, МіГ-21, МіГ-23, Су-17, Су-25, МіГ-29, Су-27. Проходив службу в Афганістані, Польщі, Казахстані та Чехословаччині.

### Служба за радянських часів
У 1976 році був командиром ланки в одному з авіаполків Північної групи військ. За високі показові польоти отримав нагороду від міністра оборони СРСР.
У 1984 році як командир ескадрильї МіГ-231 майор Микола Коваль разом підлеглими вирушив на авіабазу Баграм (Афганістан), де в перший рік служби був призначений старшим льотчиком-інспектором відділу бойової підготовки ВПС 40-ї армії. Перебуваючи в Афганістані, здійснив 948 вильотів, мав понад 1500 годин.

### Демонстраційні польоти
У 1992 році в США продемонстрував фігури вищого пілотажу. Додому Микола Коваль повернувся зі званням «Кращий дипломат 1992 року» і нагородою-підвіскою від президента США Білла Клінтона. Льотчика також привітав і нагородив президент України Леонід Кучма.
У 1996 році в складі делегації ВПС України — учасник одного з найпрестижніших у світі військових авіашоу «Royal International Air Tattoo». Нагороджений найпрестижнішим перехідним призом «Супер-король повітряного простору», який вручила королева Великої Британії Єлизавета II. Також вона запросила переможця на святкування свого дня народження.
У 1997 році призначений заступником начальника Центру бойової підготовки ВПС України. Цього ж року отримав запрошення на показові виступи в Тель-Авів (приурочені 50-річчю ВПС Ізраїлю), де вкотре переміг.
Працював генеральним директором авіаційного підприємства в Миколаєві.

## Нагороди
- орден Богдана Хмельницького III ступеня (23 лютого 2012) — за мужність і самовідданість, виявлені під час виконання військового обов'язку, вагомий особистий внесок у вирішення завдань соціального захисту ветеранів війни та патріотичного виховання молоді[6];
- орден Леніна[2];
- орден бойового Червоного Прапора[2];
- два ордени Червоної Зірки[2];
- почесний громадянин Пенсільванії та Каліфорнії[7];
- почесний нагрудний знак «Слава і честь» (2012)[8].